# Scoresby Sund
Scoresby Sund (Kangertittivaq) es el fiordo más grande del mundo, extendiéndose más de 350 km, y también uno de los más profundos (unos 1500 m de profundidad). Se ubica en la costa este de Groenlandia, relativamente cerca de Islandia. En el fiordo hay varias islas, siendo la mayor la llamada Milne Land.
Ittoqqortoormiit es el principal asentamiento humano de la región, situada cerca de la desembocadura del fiordo.

## Historia
El fiordo fue descubierto en 1822, en la campaña ballenera que William Scoresby hizo ese año, en la que reconoció y cartografió con notable precisión unas 400 millas de la costa este, entre los 69°30' y los 72°30', contribuyendo así al primer conocimiento geográfico importante de la zona oriental de Groenlandia. 

## Galería

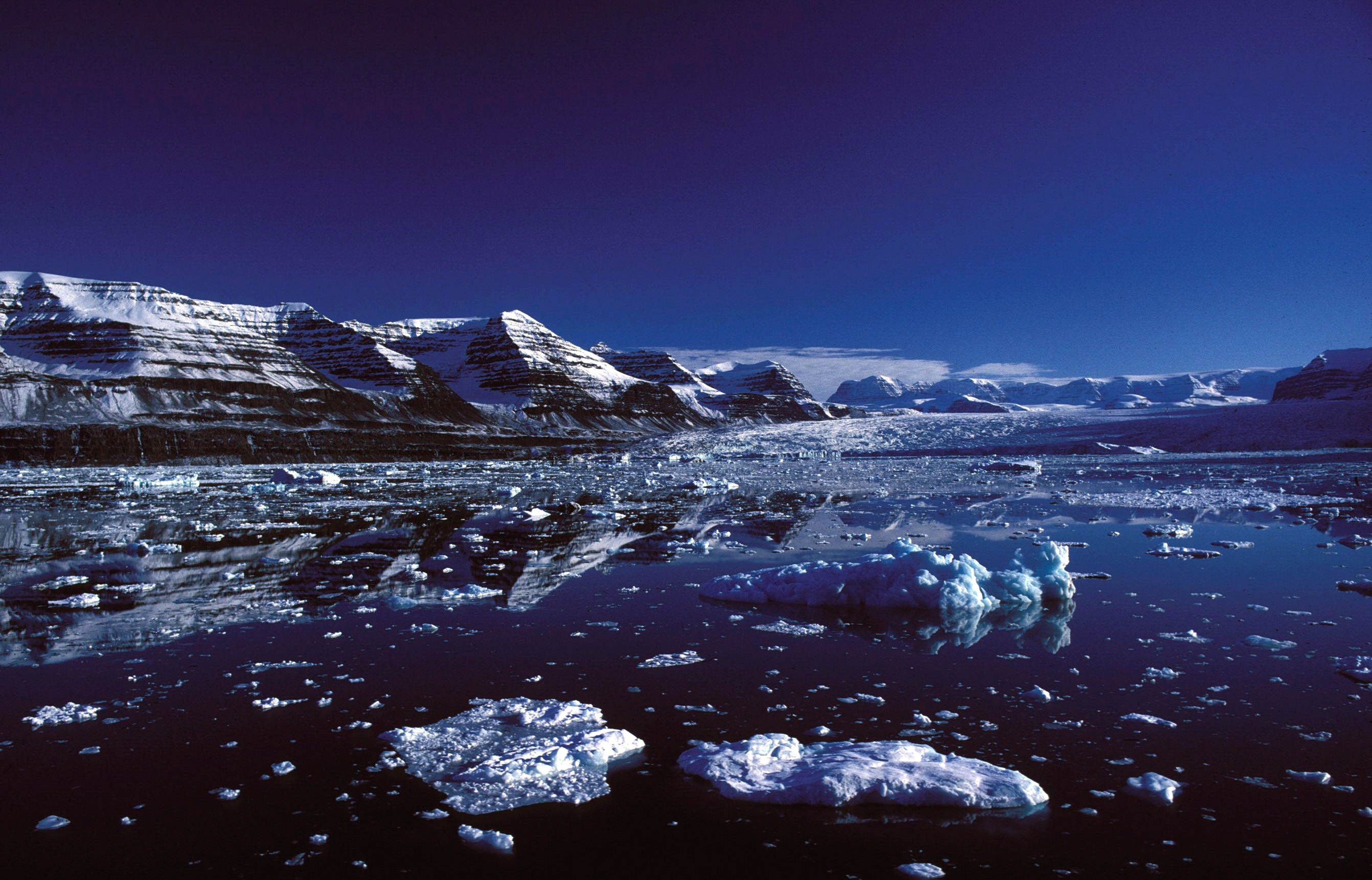
Scoresby Sund
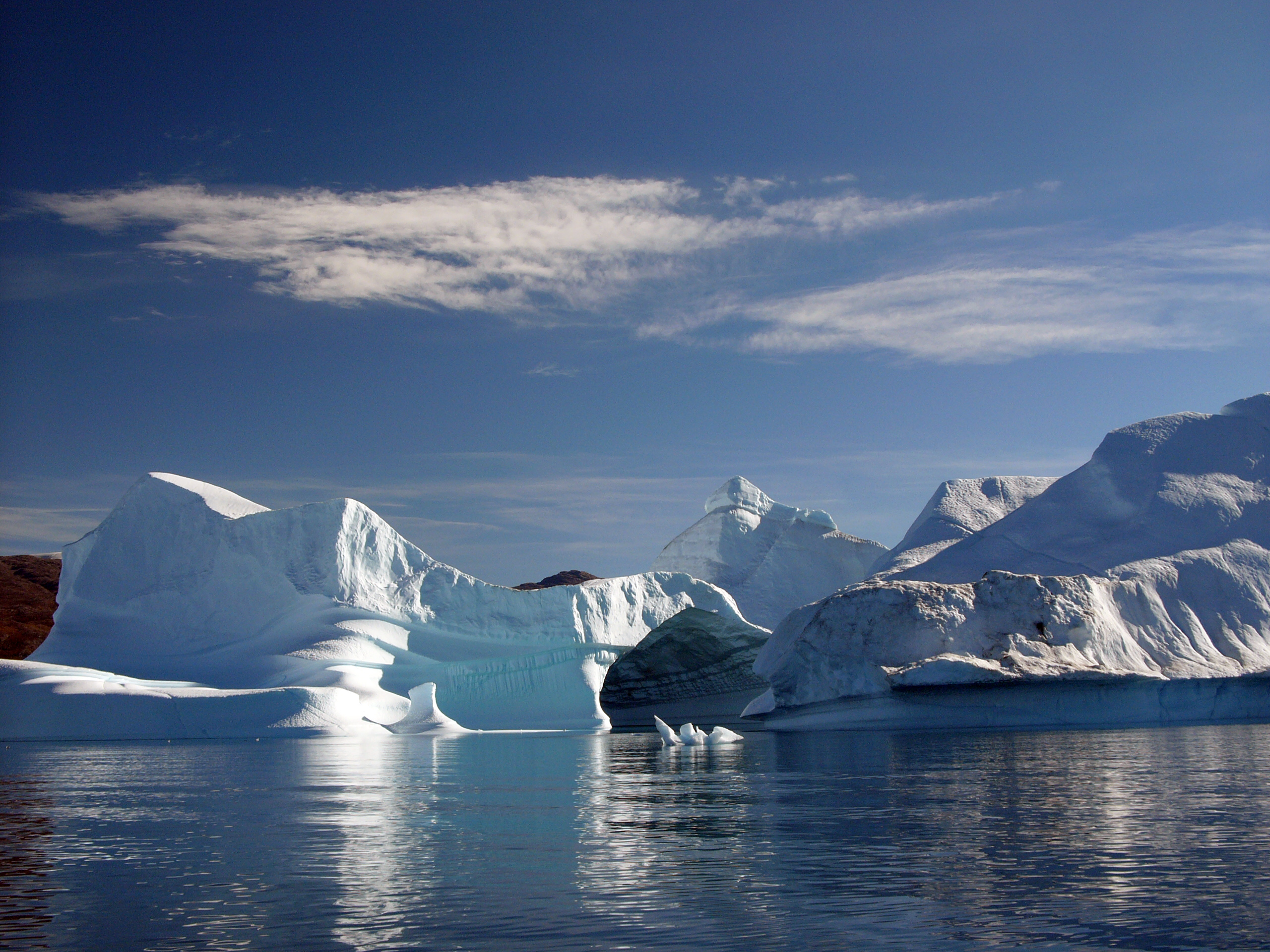
Scoresby Sund
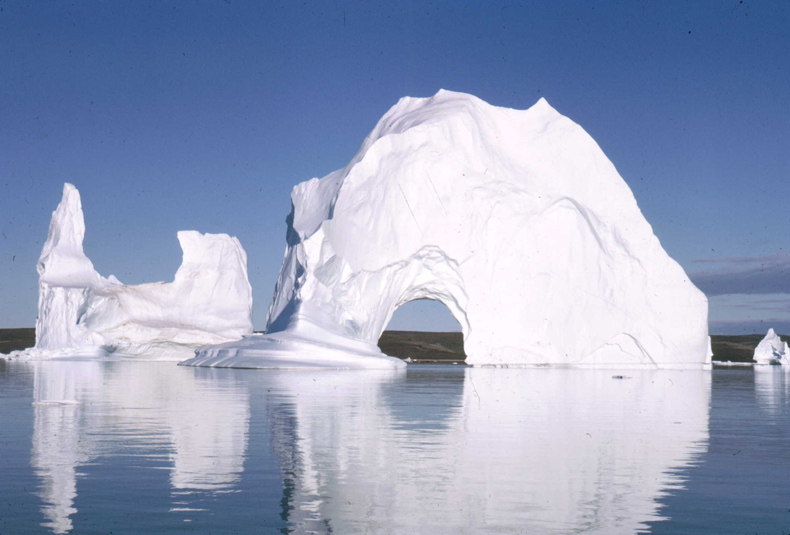
Icebergs en Sydkap, en Scoresby Sund (julio 1970)